# 下河辺淳
下河辺 淳（しもこうべ あつし、1923年9月30日 - 2016年8月13日）は、日本の都市計画家、建設官僚。国土事務次官を歴任。工学博士。日本上流文化圏研究所理事長。
日本の国土計画立案に多く関与し、また各種団体の要職を務め、その影響力を指して「御大」と呼ばれた。

## 経歴
1923年9月30日に下河辺収の長男として東京府東京市（現在の東京都）で生まれた。旧制水戸中学校、旧制水戸高校を経て、1947年、東京大学第一工学部建築学科卒業。在学中に終戦を迎えたため高山英華の下で戦災復興都市計画に参画し、卒業後戦災復興院技術研究所勤務。その後建設省入省。1952年に経済審議庁計画部勤務。1957年、建設省に復帰、計画局勤務。河川や港湾の総合開発計画など各種の総合開発計画に関与。1961年、「工業地の立地条件 - 計画単位及び必要施設に関する研究」で、日本都市計画学会石川賞論文調査部門受賞。
1962年からは経済企画庁総合開発局調整官。「国土の均衡ある発展」を謳い、戦後日本における国土開発の根幹をなした全国総合開発計画（通称「全総」、1962年閣議決定）の策定に携わる。以後、2000年の21世紀の国土のグランドデザイン（五全総）に至るまで、長らく国土開発・国土行政に力を及ぼし続けた。1968年自由民主党都市政策調査会長であった田中角栄が発表した「都市政策大綱」に深く関与、同大綱は、1972年に田中が発表する「日本列島改造論」のベースとなった。1972年同庁総合開発局長。1974年国土庁計画調整局長。
1977年、国土事務次官に就任。1979年退官し同庁顧問、総合研究開発機構（通称NIRA）の理事長に就任。
退官後も「多極分散型国土」を掲げる第四次全国総合開発計画（四全総）の策定にも尽力。1992年から株式会社東京海上研究所理事長。「ボランタリー経済」に取り組む。社団法人日本プロサッカーリーグ（Jリーグ）裁定委員会委員などを経て1995年からは阪神・淡路大震災復興委員会委員長として復興政策の立案に参画。2001年 東京海上研究所研究顧問。2003年に下河辺研究室を設立し会長就任。2003年 青い海会会長就任。
1996年、勲一等瑞宝章受章。
2016年8月13日に療養先で老衰のため死去。92歳没。

## 家族・親族
父・収は大阪府の医師・下河辺俊斎の六男。父方の伯父は日本鉱業（現在のENEOS）の社長を務めた実業家・下河辺建二。父方の従兄に下河辺牧場の創業者・下河辺孫一と日製産業（現在の日立ハイテク）の社長を務めた下河辺三史がおり、妻のいとこの娘に象設計集団の富田玲子がいる。

## 著書
- 『戦後国土計画への証言』日本経済評論社、1994年
- 福原義春と対談『静かな男の大きな仕事』求龍堂、1999年

その他
- 監修『ボランタリー経済学への招待』香西泰編、実業之日本社、2000年
- 監修『ボランタリー経済と企業　日本企業の再生はなるか？』根本博編、日本評論社、2002年
- 『時代の証言者(7) 下河辺淳/鈴木俊一』読売ぶっくれっと：読売新聞社、2005年
- イアン・マクハーグ『デザイン・ウィズ・ネイチャ』集文社、1994年 監訳
- 塩谷隆英『下河辺淳小伝 21世紀の人と国土』商事法務、2021年